# Strzelce Małe (województwo małopolskie)
Strzelce Małe – wieś w Polsce położona w województwie małopolskim, w powiecie brzeskim, w gminie Szczurowa.
| SIMC    | Nazwa       | Rodzaj    |
| ------- | ----------- | --------- |
| 0831847 | Podolszynie | część wsi |
| 0831853 | Zamoście    | część wsi |

W latach 1975–1998 miejscowość położona była w województwie tarnowskim.
Od 2010 w miejscowości funkcjonuje samolotowe lądowisko Strzelce Małe-Szczurowa.

## Ludzie związani ze Strzelcami Małymi
- Gabriel Siemoński
- Tadeusz Maj